# Auverland
Auverland SA – francuskie przedsiębiorstwo branży motoryzacyjnej zajmujące się produkcją samochodów terenowych, w tym przeznaczonych dla wojska. Siedziba przedsiębiorstwa mieściła się w Saint-Germain-Laval, w departamencie Loara.
Spółka została założona 30 sierpnia 1984 roku, do 1985 roku działała pod marką Autoland. W 2005 roku Auverland stał się właścicielem przedsiębiorstwa zbrojeniowego Panhard. 8 lipca 2009 roku przedsiębiorstwo zostało zlikwidowane.
Wielkość produkcji w 2003 roku wyniosła 300 samochodów.

## Modele
Lista niepełna.
- Autoland Cournil
- Autoland Cournil II
- Autoland Serie 220/275
- Auverland SC II
- Auverland A-Series
- Auverland A3
- Auverland A4